# آيت امحند أوبولمان (آيت بولمان)
آيت امحند أوبولمان هو دُوَّار يقع بجماعة بوتفردة، إقليم بني ملال، جهة بني ملال خنيفرة في المملكة المغربية. ينتمي الدوّار لمشيخة آيت بولمان التي تضم 5 دواوير. يقدر عدد سكانه بـ 501 نسمة حسب الإحصاء الرسمي للسكان والسكنى لسنة 2004.

## وصلات خارجية
- البوابة الوطنية للجماعات الترابية
- المندوبية السامية للتخطيط